# Велика Британія на літніх Олімпійських іграх 2024
Велику Британію на літніх Олімпійських іграх 2024 представляли триста двадцять сім спортсменів у двадцяти шести видах спорту.

## Медалісти
| Медаль | Ім'я | Вид спорту                      | Дисципліна                               | Дата      |
| ------ | --- | ------------------------------- | ---------------------------------------- | --------- |
| 1      | Рос Кантер Лора Коллетт Том Мак'юен                                                                                            | Кінний спорт                    | Командне триборство                      | 29 липня  |
| 1      | Том Підкок | Велоспорт                       | маунтінбайк (чоловіки)                   | 29 липня  |
| 1      | Натан Гейлс | Стрільба                        | трап (чоловіки)                          | 30 липня  |
| 1      | Метт Річардс Данкан Скотт Том Дін Джеймс Гай Кіран Берд Джек Макміллан                                                         | Плавання                        | 4x200 метрів вільним стилем (чоловіки)   | 30 липня  |
| 1      | Алекс Ї | Тріатлон                        | чоловіки                                 | 31 липня  |
| 1      | Лорен Генрі Ганна Скотт Лола Андерсон Джорджі Брейшоу                                                                          | Академічне веслування           | Парні четвірки (жінки)                   | 31 липня  |
| 1      | Емілі Крейґ Імоґен Ґрант | Академічне веслування           | парні двійки, легка вага (жінки)         | 2 серпня  |
| 1      | Бріоні Пейдж | Гімнастика                      | стрибки на батуті (жінки)                | 2 серпня  |
| 1      | Скотт Бреш Бен Маєр Гаррі Чарлз                                                                                                | Кінний спорт                    | Командний конкур                         | 2 серпня  |
| 1      | Шолто Карнеґі Рорі Ґіббс Морґан Болдінґ Джейкоб Довсон Чарлі Елвз Том Діґбі Джеймс Рудкін Том Форд Гаррі Брайтмор (стерновий)  | Академічне веслування           | Вісімки (чоловіки)                       | 3 серпня  |
| 1      | Софі Кейпвелл Емма Фінукейн Кеті Марчант                                                                                       | Велоспорт                       | командний спринт (жінки)                 | 5 серпня  |
| 1      | Кілі Годжкінсон | Легка атлетика                  | біг на 800 метрів (жінки)                | 5 серпня  |
| 1      | Еллі Олдрідж | Вітрильний спорт                | Формула Кайт (жінки)                     | 8 серпня  |
| 1      | Тобі Робертс | Спортивне скелелазіння          | Комбінація (чоловіки)                    | 9 серпня  |
| 2      | Анна Гендерсон | Велоспорт                       | роздільна шосейна гонка (жінки)          | 27 липня  |
| 2      | Адам Піті | Плавання                        | 100 метрів брасом (чоловіки)             | 28 липня  |
| 2      | Том Дейлі Ноа Вільямс | Стрибки у воду                  | синхронна вишка, 10 метрів (чоловіки)    | 29 липня  |
| 2      | Адам Берджесс | Веслування на байдарках і каное | Каное-одиночки (чоловіки)                | 29 липня  |
| 2      | Метт Річардс | Плавання                        | 200 метрів вільним стилем (чоловіки)     | 29 липня  |
| 2      | Кіран Рейллі | Велоспорт                       | BMX-фрістайл (чоловіки)                  | 31 липня  |
| 2      | Гелен Гловер Есме Бут Сам Редґрейв Ребекка Шортен                                                                              | Академічне веслування           | розпашні четвірки (жінки)                | 1 серпня  |
| 2      | Оллі Вінне-Гріффіт Том Джордж                                                                                                  | Академічне веслування           | розпашні двійки (чоловіки)               | 2 серпня  |
| 2      | Бенджамін Прауд | Плавання                        | 50 метрів вільним стилем (чоловіки)      | 2 серпня  |
| 2      | Данкан Скотт | Плавання                        | 200 метрів комплексом (чоловіки)         | 2 серпня  |
| 2      | Ембер Руттер | Стрільба                        | скит (жінки)                             | 4 серпня  |
| 2      | Томмі Флітвуд | Гольф                           | індивідуальна першість (чоловіки)        | 4 серпня  |
| 2      | Джо Кларк | Веслування на байдарках і каное | байдарки-крос (чоловіки)                 | 5 серпня  |
| 2      | Джек Карлін Ед Лав Гаміш Тернбулл                                                                                              | Велоспорт                       | командний спринт (чоловіки)              | 6 серпня  |
| 2      | Джош Керр | Легка атлетика                  | біг на 1500 метрів (чоловіки)            | 6 серпня  |
| 2      | Меттью Гадсон-Сміт | Легка атлетика                  | біг на 400 метрів (чоловіки)             | 7 серпня  |
| 2      | Етан Гейтер Денієл Біґем Етан Вернон Чарлі Тенфілд Олівер Вуд                                                                  | Велоспорт                       | командна гонка переслідування (чоловіки) | 7 серпня  |
| 2      | Елінор Баркер Ніа Еванс | Велоспорт                       | медісон (жінки)                          | 9 серпня  |
| 2      | Діна Ашер-Сміт Дезіре Генрі (h) Емі Гант Імані Лансіквот Дерілл Нейта Б'янка Вільямс (h)                                       | Легка атлетика                  | естафета 4×100 метрів (жінки)            | 9 серпня  |
| 2      | Катаріна Джонсон-Томпсон | Легка атлетика                  | семиборство (жінки)                      | 9 серпня  |
| 2      | Кейт Шортман Ізабелл Торп | Артистичне плавання             | дуети (жінки)                            | 10 серпня |
| 2      | Каден Каннінґем | Тхеквондо                       | понад 80 кг (чоловіки)                   | 10 серпня |
| 3      | Ясмін Гарпер Скарлетт М'ю Дженсен                                                                                              | Стрибки у воду                  | синхронний трамплін, 3 м (жінки)         | 27 липня  |
| 3      | Кімберлі Вудс | Веслування на байдарках і каное | байдарки-одиночки (жінки)                | 28 липня  |
| 3      | Лора Коллетт | Кінний спорт                    | Індивідуальне триборство                 | 29 липня  |
| 3      | Бет Поттер | Тріатлон                        | жінки                                    | 31 липня  |
| 3      | Андреа Спендоліні-Сіріє Луїс Тулсон                                                                                            | Стрибки у воду                  | синхронна вишка, 10 метрів (жінки)       | 31 липня  |
| 3      | Беккі Вайлд Матільда Ґоджкінс-Бірн                                                                                             | Академічне веслування           | Парні двійки (жінки)                     | 1 серпня  |
| 3      | Олі Вілкс Девід Амблер Метт Олдрідж Фредді Девідсон                                                                            | Академічне веслування           | четвірки (чоловіки)                      | 1 серпня  |
| 3      | Ентоні Гардінґ Джек Лафер | Стрибки у воду                  | синхронний трамплін, 3 метри (чоловіки)  | 2 серпня  |
| 3      | Хейді Лонг Рован Маккеллар Голлі Данфорд Емілі Форд Лорін Ервін Їв Стюарт Гетті Тейлор Енні Кемпбелл-Орд Генрі Філдман (cox)   | Академічне веслування           | вісімки (жінки)                          | 3 серпня  |
| 3      | Емма Вілсон | Вітрильний спорт                | IQFoil (жінки)                           | 3 серпня  |
| 3      | Лотті Фрай Карл Гестер Бекі Муді                                                                                               | Кінний спорт                    | Командна виїздка                         | 3 серпня  |
| 3      | Джейк Джерман | Гімнастика                      | вільні вправи (чоловіки)                 | 3 серпня  |
| 3      | Сем Ріардон Лавіай Нільсен Алекс Гейдок-Вілсон Амбер Аннінґ Нікол Їргін (h)                                                    | Легка атлетика                  | змішана естафета 4x400 метрів            | 3 серпня  |
| 3      | Лотті Фрай | Кінний спорт                    | Індивідуальна виїздка                    | 4 серпня  |
| 3      | Гаррі Гепворт | Гімнастика                      | Men's vault                              | 4 серпня  |
| 3      | Алекс Ї Джорджія Тейлор-Браун Сем Дікінсон Бет Поттер                                                                          | Тріатлон                        | змішана естафета                         | 5 серпня  |
| 3      | Кімберлі Вудс | Веслування на байдарках і каное | байдарки-крос (жінки)                    | 5 серпня  |
| 3      | Скай Браун | Скейтбординг                    | парк (жінки)                             | 6 серпня  |
| 3      | Льюїс Річардсон | Бокс                            | до 69 кг (чоловіки)                      | 6 серпня  |
| 3      | Елінор Баркер Джосі Найт Анна Морріс Джессіка Робертс                                                                          | Велоспорт                       | Командна гонка переслідування (жінки)    | 7 серпня  |
| 3      | Емма Фінукейн | Велоспорт                       | кейрін (жінки)                           | 8 серпня  |
| 3      | Джеремая Азу Луї Гінчкліфф Жарнел Г'юз Річард Кілті (h) Нетаніел Мітчелл-Блейк                                                 | Легка атлетика                  | естафета 4×100 метрів (чоловіки)         | 9 серпня  |
| 3      | Джек Карлін | Велоспорт                       | спринт (чоловіки)                        | 9 серпня  |
| 3      | Ноа Вільямс | Стрибки у воду                  | вишка, 10 метрів (чоловіки)              | 10 серпня |
| 3      | Джорджія Белл | Легка атлетика                  | біг на 1500 метрів (жінки)               | 10 серпня |
| 3      | Льюїс Дейві Чарлі Добсон Тобі Гарріс (h) Алекс Гейдок-Вілсон Меттью Гадсон-Сміт Сем Ріардон (h)                                | Легка атлетика                  | естафета 4×400 метрів (чоловіки)         | 10 серпня |
| 3      | Амбер Аннінґ Ємі Мері Джон (h) Ганна Келлі (h) Лавіай Нільсен Ліна Нільсен (h) Вікторія Огуруоґу Джоді Вільямс (h) Нікол Їргін | Легка атлетика                  | естафета 4×400 метрів (жінки)            | 10 серпня |
| 3      | Емма Фінукейн | Велоспорт                       | спринт (жінки)                           | 11 серпня |
| 3      | Емілі Кемпбелл | Важка атлетика                  | понад 81 кг (жінки)                      | 11 серпня |

| Медалі за видом спорту          | Медалі за видом спорту | Медалі за видом спорту | Медалі за видом спорту | Медалі за видом спорту |
| ------------------------------- | ---------------------- | ---------------------- | ---------------------- | ---------------------- |
| Вид спорту                      | 1                      | 2                      | 3                      | Загалом                |
| Академічне веслування           | 3                      | 2                      | 3                      | 8                      |
| Велоспорт                       | 2                      | 5                      | 4                      | 11                     |
| Кінний спорт                    | 2                      | 0                      | 3                      | 5                      |
| Легка атлетика                  | 1                      | 4                      | 5                      | 10                     |
| Плавання                        | 1                      | 4                      | 0                      | 5                      |
| Стрільба                        | 1                      | 1                      | 0                      | 2                      |
| Гімнастика                      | 1                      | 0                      | 2                      | 3                      |
| Тріатлон                        | 1                      | 0                      | 2                      | 3                      |
| Вітрильний спорт                | 1                      | 0                      | 1                      | 2                      |
| Спортивне скелелазіння          | 1                      | 0                      | 0                      | 1                      |
| Веслування на байдарках і каное | 0                      | 2                      | 2                      | 4                      |
| Стрибки у воду                  | 0                      | 1                      | 4                      | 5                      |
| Артистичне плавання             | 0                      | 1                      | 0                      | 1                      |
| Гольф                           | 0                      | 1                      | 0                      | 1                      |
| Тхеквондо                       | 0                      | 1                      | 0                      | 1                      |
| Бокс                            | 0                      | 0                      | 1                      | 1                      |
| Скейтбординг                    | 0                      | 0                      | 1                      | 1                      |
| Важка атлетика                  | 0                      | 0                      | 1                      | 1                      |
| Загалом                         | 14                     | 22                     | 29                     | 65                     |

| Медалі за датою | Медалі за датою | Медалі за датою | Медалі за датою | Медалі за датою | Медалі за датою |
| --------------- | --------------- | --------------- | --------------- | --------------- | --------------- |
| День            | Дата            | 1               | 2               | 3               | Загалом         |
| 1               | 27 липня        | 0               | 1               | 1               | 2               |
| 2               | 28 липня        | 0               | 1               | 1               | 2               |
| 3               | 29 липня        | 2               | 3               | 1               | 6               |
| 4               | 30 липня        | 2               | 0               | 0               | 2               |
| 5               | 31 липня        | 2               | 1               | 2               | 5               |
| 6               | 1 серпня        | 0               | 1               | 2               | 3               |
| 7               | 2 серпня        | 3               | 3               | 1               | 7               |
| 8               | 3 серпня        | 1               | 0               | 5               | 6               |
| 9               | 4 серпня        | 0               | 2               | 2               | 4               |
| 10              | 5 серпня        | 2               | 1               | 2               | 5               |
| 11              | 6 серпня        | 0               | 2               | 2               | 4               |
| 12              | 7 серпня        | 0               | 2               | 1               | 3               |
| 13              | 8 серпня        | 1               | 0               | 1               | 2               |
| 14              | 9 серпня        | 1               | 3               | 2               | 6               |
| 15              | 10 серпня       | 0               | 2               | 4               | 6               |
| 16              | 11 серпня       | 0               | 0               | 2               | 2               |
| Загалом         | Загалом         | 14              | 22              | 29              | 65              |

| Медалі за статтю | Медалі за статтю | Медалі за статтю | Медалі за статтю | Медалі за статтю |
| ---------------- | ---------------- | ---------------- | ---------------- | ---------------- |
| Стать            | 1                | 2                | 3                | Загалом          |
| Чоловіки         | 7                | 15               | 9                | 31               |
| жінки            | 6                | 7                | 17               | 30               |
| змішані          | 1                | 0                | 3                | 4                |
| Загалом          | 14               | 22               | 29               | 65               |

| Багаторазові медалісти | Багаторазові медалісти          | Багаторазові медалісти | Багаторазові медалісти | Багаторазові медалісти | Багаторазові медалісти | Багаторазові медалісти |
| ---------------------- | ------------------------------- | ---------------------- | ---------------------- | ---------------------- | ---------------------- | ---------------------- |
| Ім'я                   | Вид спорту                      | 1                      | 2                      | 3                      | Загалом                |                        |
| Емма Фінукейн          | Велоспорт                       | 1                      | 0                      | 2                      | 3                      |                        |
| Метт Річардс           | Плавання                        | 1                      | 1                      | 0                      | 2                      |                        |
| Данкан Скотт           | Плавання                        | 1                      | 1                      | 0                      | 2                      |                        |
| Лора Коллетт           | Кінний спорт                    | 1                      | 0                      | 1                      | 2                      |                        |
| Алекс Ї                | Тріатлон                        | 1                      | 0                      | 1                      | 2                      |                        |
| Елінор Баркер          | Велоспорт                       | 0                      | 1                      | 1                      | 2                      |                        |
| Джек Карлін            | Велоспорт                       | 0                      | 1                      | 1                      | 2                      |                        |
| Меттью Гадсон-Сміт     | Легка атлетика                  | 0                      | 1                      | 1                      | 2                      |                        |
| Ноа Вільямс            | Стрибки у воду                  | 0                      | 1                      | 1                      | 2                      |                        |
| Амбер Аннінґ           | Легка атлетика                  | 0                      | 0                      | 2                      | 2                      |                        |
| Лотті Фрай             | Кінний спорт                    | 0                      | 0                      | 2                      | 2                      |                        |
| Алекс Гейдок-Вілсон    | Легка атлетика                  | 0                      | 0                      | 2                      | 2                      |                        |
| Лавіай Нільсен         | Легка атлетика                  | 0                      | 0                      | 2                      | 2                      |                        |
| Бет Поттер             | Тріатлон                        | 0                      | 0                      | 2                      | 2                      |                        |
| Семюел Ріардон         | Легка атлетика                  | 0                      | 0                      | 2                      | 2                      |                        |
| Кімберлі Вудс          | Веслування на байдарках і каное | 0                      | 0                      | 2                      | 2                      |                        |
| Нікол Їргін            | Легка атлетика                  | 0                      | 0                      | 2                      | 2                      |                        |

## Спортсмени
| Вид спорту                      | Чоловіки | Жінки | Загалом |
| ------------------------------- | -------- | ----- | ------- |
| Стрільба з лука                 | 3        | 3     | 6       |
| Артистичне плавання             | 0        | 2     | 2       |
| Легка атлетика                  | 29       | 34    | 63      |
| Бадмінтон                       | 2        | 1     | 3       |
| Бокс                            | 3        | 3     | 6       |
| Веслування на байдарках і каное | 2        | 2     | 4       |
| Велоспорт                       | 15       | 15    | 30      |
| Стрибки у воду                  | 6        | 5     | 11      |
| Кінний спорт                    | 4        | 5     | 9       |
| Хокей на траві                  | 16       | 16    | 32      |
| Гольф                           | 2        | 2     | 4       |
| Гімнастика                      | 6        | 7     | 13      |
| Дзюдо                           | 0        | 5     | 5       |
| Сучасне п'ятиборство            | 2        | 2     | 4       |
| Академічне веслування           | 20       | 22    | 42      |
| Регбі-7                         | 0        | 12    | 12      |
| Вітрильний спорт                | 7        | 7     | 14      |
| Стрільба                        | 3        | 3     | 6       |
| Скейтбординг                    | 1        | 2     | 3       |
| Спортивне скелелазіння          | 2        | 2     | 4       |
| Плавання                        | 19       | 14    | 33      |
| Настільний теніс                | 1        | 1     | 2       |
| Тхеквондо                       | 2        | 2     | 4       |
| Теніс                           | 6        | 2     | 8       |
| Тріатлон                        | 2        | 3     | 5       |
| Важка атлетика                  | 0        | 1     | 1       |
| Загалом                         | 153      | 174   | 327     |